# Смирнов Микола Петрович
Мико́ла Петро́вич Смирно́в (12 лютого 1912, Харків — 4 жовтня 1963, Донецьк, УРСР) — радянський та український театральний режисер і актор. Народний артист УРСР (1954).
Сценічну діяльність почав у 1930 в Харківському «Театрі читця» (1930—1932).
По закінченні Харківського музично-драматичного інституту (1933) — актор і режисер, а з 1949 року — головний режисер Донецького музично-драматичного театру ім. Артема.

## Творчість
Найкращі ролі: Льовшин («Вороги» М. Ґорького), Таланов («Навала» Л. Леонова) та інші.
Постановки:
- «Лимерівна» П. Мирного
- «Хазяїн» І. Карпенка-Карого (1940)
- «Антеї» М. Зарудного
- «Дванадцята ніч» В. Шекспіра (1946)
- «Вовки і вівці» О. Островського (1947)
- «Навіки разом» Л. Дмитерка (1949)
- «Останні» М. Горького (1951)
- «Гроза» (О. Островського) і «Ревізор» (Миколи Гоголя) (1952)
- «Вороги» М. Горького (1955)
- «Кремлівські куранти» М. Погодіна (1956)
- «Третя патетична» М. Погодіна (1959) та інші.